# El bar
El bar es una película coproducción de España y Argentina dirigida por Álex de la Iglesia estrenada en 2017. Contó con un presupuesto de 5 millones de euros y recaudó en salas algo más de 3,5 millones de euros. La historia presenta un reparto coral, como suele ser habitual en las películas de De la Iglesia.

## Sinopsis
Como cada día, un bar del centro de Madrid abre sus puertas. Son las 9 de la mañana y el establecimiento se llena de personas de lo más variopinto. Una de ellas sale con prisa, pero al pisar la calle recibe un certero disparo en la cabeza. Ninguno del resto de clientes se atreve a socorrerle ni a huir. Atrapados en el bar, empezarán a confesar sus pecados.

## Reparto
- Blanca Suárez como Elena
- Mario Casas como Nacho
- Carmen Machi como Trini
- Secun de la Rosa como Sátur
- Jaime Ordóñez como Israel
- Terele Pávez como Amparo
- Alejandro Awada como Sergio
- Joaquín Climent como Andrés

## Estilo
La película ha sido comparada con otras como El ángel exterminador de Luis Buñuel al mostrar un grupo de personas encerradas debido a una «fuerza oculta» que les impide abandonar una estancia.

## Críticas
Carlos Boyero, crítico de cine de El País, destacó su «arranque brillante» aunque también que el final es «insoportable». Crítica que, con sus matices, comparte Daniel G. Aparicio de 20 minutos. Marta Medina, de El Confidencial, por su parte considera el final como «trepidante» y una película heredera de La comunidad. También que corona al director como «rey del patetismo».

## Recaudación
La película recaudó 900 000 euros en su primer fin de semana en España, quedando segunda por detrás de La bella y la bestia y superando los ingresos de su anterior película, Mi gran noche. En lo referente a asistencia, en su recorrido comercial la cinta atrajo a 475.302 espectadores en España, lo que la convierte en una de las 5 películas más vistas del primer semestre. Fue un fracaso, ya que se perdieron 1.826.453,19 €

## Premios y nominaciones

### Premios Goya
| Año  | Categoría    | Candidato                                             | Resultado |
| ---- | ------------ | ----------------------------------------------------- | --------- |
| 2017 | Mejor sonido | Sergio Bürmann, David Rodríguez, Nicolas de Poulpique | Nominado  |

### Premios Sur
| Año  | Categoría                          | Candidato                            | Resultado |
| ---- | ---------------------------------- | ------------------------------------ | --------- |
| 2017 | Mejor vestuario                    | Paola Torres                         | Nominado  |
| 2017 | Mejor maquillaje y caracterización | José Quetglas                        | Nominado  |
| 2017 | Mejor dirección artística          | José Luis Arrizabalaga Arturo García | Nominado  |